# Evides
Evides es un género de escarabajos de la familia Buprestidae.

## Especies
- Evides aenea Kerremans, 1898
- Evides elegans (Fabricius, 1781)
- Evides fairmairei Kerremans, 1908
- Evides gambiensis (Laporte & Gory, 1835)
- Evides intermedia Saunders, 1874
- Evides interstitialis Obenberger, 1924
- Evides kerremansi Fairmaire, 1891
- Evides kraatzi Kerremans, 1899
- Evides opaca (Lansbarge, 1886)
- Evides pubiventris (Laporte & Gory, 1835)
- Evides triangularis Thomson, 1878